# Inese Laizāne
Inese Laizāne (ur. 15 sierpnia 1971 w Balvi, zm. 4 września 2024) – łotewska aktorka teatralna i filmowa, działaczka kulturalna i polityk, od 2010 do 2018 posłanka na Sejm.

## Życiorys
W 1992 ukończyła teatrologię w Łotewskiej Akademii Muzycznej im. Jāzepsa Vītolsa. W 2008 uzyskała licencjat z dziedziny prawa na Uniwersytecie Dyneburskim. 
W 1990 została aktorką Teatru w Dyneburgu, pracowała jednocześnie w Telewizji Łotewskiej. Pełniła funkcję kierownika działu literackiego oraz dyrektora Teatru w Dyneburgu (2001–2009). Pracowała także jako lektor w Agencji Języka Łotewskiego. Była jednocześnie nauczycielką w średniej szkole handlowej w Dyneburgu. 
W wyborach w 2010 uzyskała mandat posłanki wybranej z listy narodowej koalicji Wszystko dla Łotwy!–TB/LNNK w Łatgalii. W wyborach w 2011 i 2014 ponownie wybierana na Sejm z listy narodowców. W wyborach 2018 bez powodzenia walczyła o reelekcję. W latach 2011–2014 sprawowała funkcję sekretarza parlamentarnego w Ministerstwie Kultury.
Była zamężna z kierownikiem artystycznym Teatru w Dyneburgu Harijsem Petrockisem, miała córkę Elīzę.

## Źródła
- Laizāne Inese. Balvu reģiona kultūrvēstures datu bāze [online], balvurcb.lv [dostęp 2025-02-07] (łot.).